# Parc eòlic de la Serra del Tallat
El parc eòlic Serra del Tallat és un parc eòlic que es troba a la serra del Tallat, en els termes municipals de Passanant i Belltall i Vallbona de les Monges. Aquest parc, el més gran de la Conca de Barberà, té una potència de 49,5 MW i està connectat al sistema elèctric per mitjà de la subestació pròpia situada a la zona de Montblanquet, entre la Conca de Barberà i l'Urgell.
Aquest parc eòlic de la companyia Acciona va entrar en funcionament en fase de proves el 24 d'octubre de 2007, i va ser inaugurat oficialment el divendres 15 de febrer de 2008 pels consellers d'Economia i Finances de la Generalitat, Antoni Castells, i el de Medi Ambient i Habitatge, Francesc Baltasar. La instal·lació es pot contemplar des del tram Montblanc - Tàrrega de la carretera C-14. Té 33 aerogeneradors de 80 metres, cadascun dels quals pot generar 1,5 MW.

## Controvèrsia
L'associació Ecologistes de Catalunya va presentar un recurs al Tribunal Superior de Justícia de Catalunya (TSJC) contra l'autorització del parc en considerar que aquesta infraestructura, juntament amb el parc eòlic de la serra de Vilobí, està situada en una serra que serveix de frontera entre el litoral i l'interior català i que és importantíssima per a la migració d'aus. El gener de 2009, el TSJC va sentenciar que aquests parcs eren il·legals, ja que, abans de la seva aprovació, i atès que afectaven diferents localitats, requerien la tramitació d'un pla general d'àmbit supramunicipal que avalés la seva compatibilitat urbanística. Tanmateix, aquesta sentència no era ferma i la Generalitat va presentar un recurs contra ella.
 Finalment però, l'abril de 2013, el TSJC va avalar en sentència ferma la construcció del parc.